# Македонски новини (1929 – 1932)
Вижте пояснителната страница за други значения на Македонски новини.
„Македонски новини“ с подзаглавие Седмичен вестник за стопанство и просвета в Петрички окръг е български вестник, излизал от 1929 до 1932 година в Горна Джумая.
Първите му 4 броя са със заглавие „Нова България“. От втората му годишнина подзаглавието е Седмичен вестник за политика, стопанство и просвета. Издаван е от редакционен комитет и е печатан в печатница „Братя Пилеви“, Дупница. Стои на националистически позиции.
| Годишнина | Броеве  | Дата                          |
| --------- | ------- | ----------------------------- |
| I         | 1 – 41  | 20 януари 1929 – 2 юни 1930   |
| II        | 41 – 44 | 24 февруари 1932 – 4 юни 1932 |

33 брой е прескочен. Вероятно броеве 1 – 40 от втората годишнина не са излезли, а 41 е повторен.